# Karamadai
Karamadai es una municipio de la India situado en el distrito de Coimbatore, en el estado de Tamil Nadu. Según el censo de 2011, tiene una población de 35 166 habitantes.
La localidad fue elevada a la categoría de municipio el 11 de septiembre de 2021.